# Athetis sincera
Athetis sincera là một loài bướm đêm trong họ Noctuidae.